# Hússar

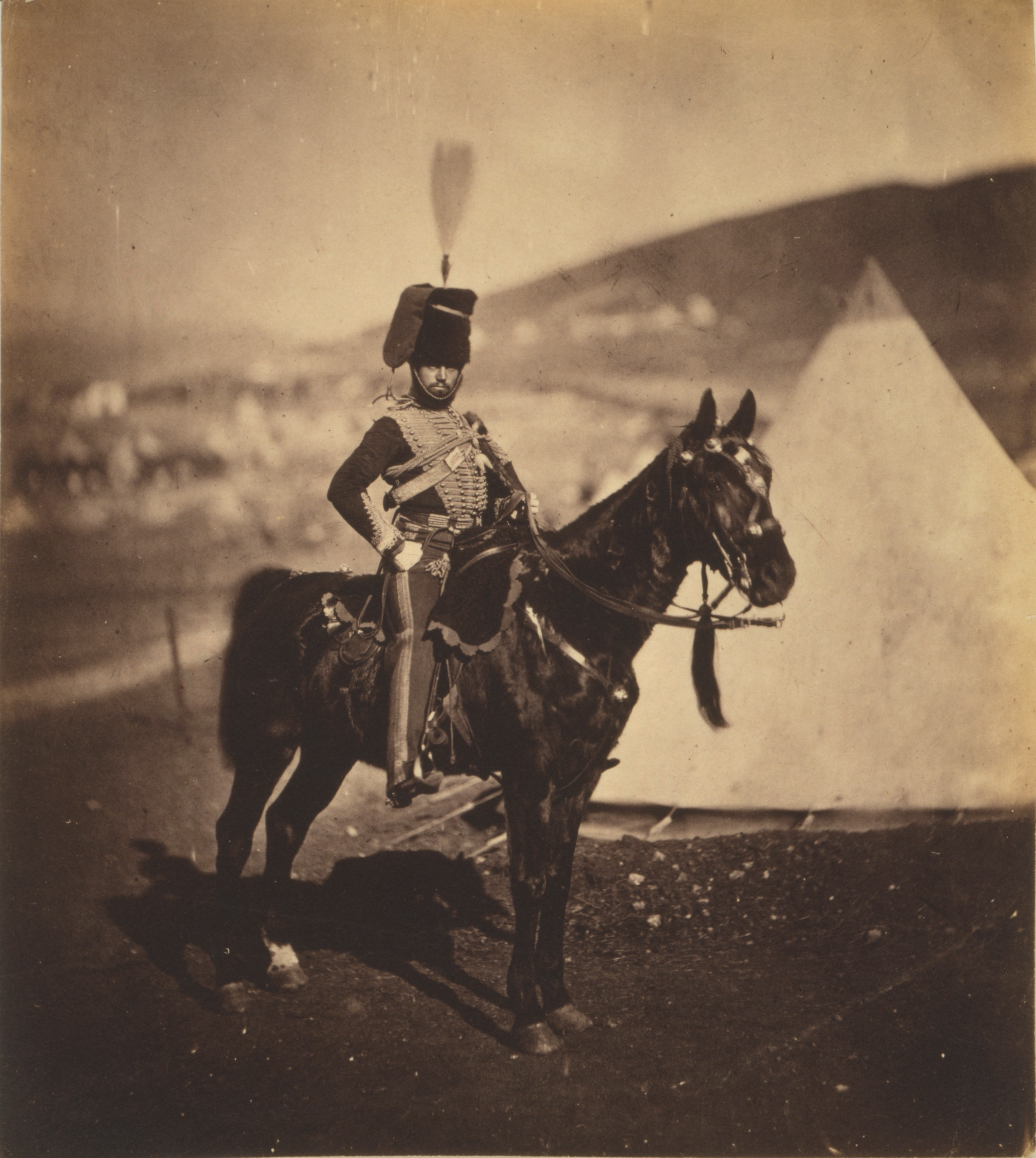
Un hússar britànic, amb colbac, durant la Guerra de Crimea. Fot. de Roger Fenton, 1855

Un hússar (en l'original hongarès huszár, plural huszárok, i en polonès huzar) era un soldat d'un tipus molt determinat de cavalleria lleugera usada a Europa des del segle xvii, amb indumentària característica d'origen hongarès.

## Història
Les primeres tropes denominades hússar consistien en irregulars serbis al servei d'Hongria (finals del segle XIV). El 1458 Maties Corví creà les primeres unitats regulars d'hússars; i aviat els hússars es consolidaren com a versió específicament hongaresa de la cavalleria lleugera.
Els hússars polonesos, o hússars alats, es desenvoluparen diferentment. Sorgiren entorn de 1500, com a importació hongaresa, i des dels inicis constituïren un cos d'elit com a cavalleria pesant de Polònia-Lituània, fornits d'armadura i amb la llança com a arma principal. Els hússars polonesos o hússars alats deuen el sobrenom a les ales ornamentals que duien a l'esquena (segurament només en desfilades, segons s'ha pogut establir modernament). A inicis del segle xviii, amb el desenvolupament atès per les armes de foc, esdevingueren un cos merament simbòlic, de lluïment en parades. Finalment el cos d'hússars polonesos fou abolit per un decret de la Dieta el 1776, el qual en transferí les tasques i les tradicions als ulans.
La difusió internacional dels hússars es produí a base del model hongarès originari. Des del darrer quart del segle xvii, i partint de l'exemple d'Àustria, que emprava hússars hongaresos en les guerres contra l'Imperi Otomà, es formaren unitats d'hússars en nombrosos exèrcits de l'Europa Occidental, primer a base d'hongaresos, després amb autòctons: Espanya, 1684; Baviera, 1688; França, 1692; Prússia, 1721; Suècia, 1756; Dinamarca, 1762; Províncies Unides, 1784; Regne Unit (amb retard considerable), 1812... Hi esdevingueren un cos específic de cavalleria lleugera, caracteritzat per la forma de combatre i, encara més, pel tipus d'uniforme, d'estil marcadament hongarès.
Fins a la Primera Guerra Mundial la totalitat de la cavalleria romanesa vestia uniformes d'estil hússar, tot i no dur aquesta denominació.
Havent atès l'auge al llarg del segle xix, els hússars pràcticament deixaren d'existir, en la forma clàssica, arran de la Primera Guerra Mundial, tot i que diversos exèrcits, en nom de la tradició, han conservat unitats designades com d'hússars, les quals avui generalment són de blindats.

## Uniforme

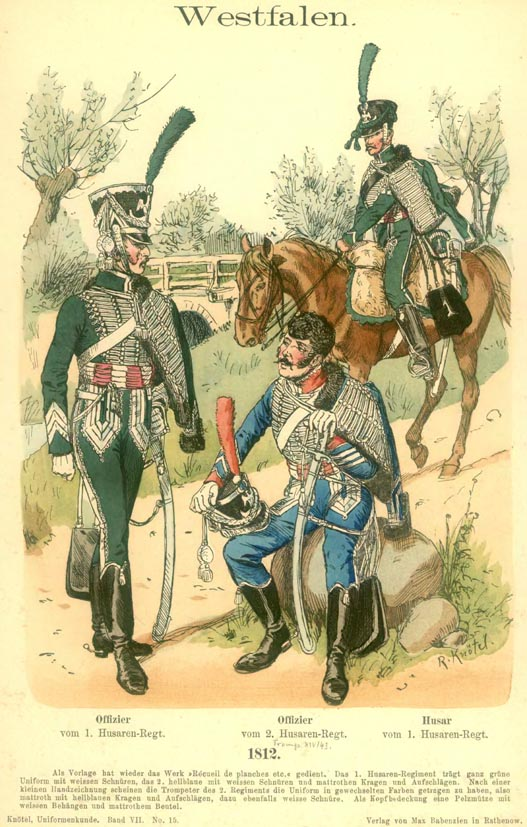
Hússars de Westfàlia (1812). Donen la imatge clàssica de l'hússar, només que ací amb xacó en comptes de colbac, ús força estès en el període napoleònic

En una època d'uniformes llampants, els hússars eren dels més espectacularment elegants, a més de recognoscibles a primer cop d'ull. Tal com es configurà a l'Europa Occidental des del segle xviii, i com a evolució de la vestimenta militar hongaresa tradicional, l'uniforme d'hússar consistia en: 
- morrió de feltre o bé colbac, amb l'intermedi del període napoleònic en què usaren xacó;[1]
- dòlman (jaqueta curta fins a la cintura), o bé, més endavant, attila (guerrera ornamentada a l'estil del dòlman);
- pellissa,[2] peça d'abrigar a l'hivern; a l'estiu normalment es duia penjada a l'espatlla i sostinguda del coll per un cordó;[3]
- sabretache (bossa porta-documents) amb l'emblema de la unitat;
- calçons o pantalons molt arrapats; de fet, eren els típics pantalons hongaresos (ungarische Hosen) emprats per totes les tropes reclutades a Hongria, de color blau i amb alamares frontals;
- botes d'hússar. Podia tractar-se de les típiques botines hongareses (csizma),[4] o bé de botes altes de muntar, generalment amb el frontal de la canya més elevat i ornamentat.[5]

La majoria de les peces s'ornaven de nus hongarès (hong. sújtás), nusos cordiformes brodats en or o en negre, els quals esdevindrien senya d'identitat de tot l'exèrcit hongarès.
Normalment els hússars duien grans bigotis i els cabells llargs recollits en cua.

## Tècniques de combat
Les armes habituals dels hússars eren, al principi, el sabre i la llança; més endavant, el sabre, la pistola i la carrabina. Les unitats d'hússars s'empraven per a càrregues fulminants --fins i tot contra l'artilleria--, batudes de reconeixement i d'aprovisionament de les tropes (pillatge), etc. Les càrregues dels hússars eren summament efectives i es feien amb poques baixes, mercès a la tècnica d'acostament a l'enemic en formació molt oberta fins a la primera descàrrega de la infanteria, moment en què es tancava la formació i hom atacava braç a braç.
Notòriament impetuosos, els hússars tenien mala fama pel tracte donat als civils i per la tendència a la borratxera majúscula fora de servei.